# 手机刑警钱形零
《手机刑警钱形零》是2004年10月3日至2005年3月27日在日本BS-i电视台播出的电视连续剧，是手机刑警钱形系列的第4部电视剧。由夏帆主演，共26集，第一季13集，第二季13集。